# Gregurovec (żupania kopriwnicko-kriżewczyńska)
Gregurovec – wieś w Chorwacji, w żupanii kopriwnicko-kriżewczyńskiej, w gminie Sveti Petar Orehovec. W 2011 roku liczyła 233 mieszkańców.